# Crouttes-sur-Marne
Crouttes-sur-Marne is een gemeente in het Franse departement Aisne (regio Hauts-de-France) en telt 628 inwoners (1999). De plaats maakt deel uit van het arrondissement Château-Thierry.

## Geografie
De oppervlakte van Crouttes-sur-Marne bedraagt 4,3 km², de bevolkingsdichtheid is 146,0 inwoners per km².
De onderstaande kaart toont de ligging van Crouttes-sur-Marne met de belangrijkste infrastructuur en aangrenzende gemeenten.

## Demografie
Onderstaande figuur toont het verloop van het inwonertal (bron: INSEE-tellingen).
Vanwege een beveiligingsprobleem met de MediaWiki Graph-software is het momenteel niet mogelijk deze grafiek weer te geven. Zodra de software is bijgewerkt zal de grafiek vanzelf weer zichtbaar worden.
1. ↑  Populations de référence 2022.